# جیمی مک‌گیل (بازیکن فوتبال)
جیمی مک‌گیل (انگلیسی: Jimmy McGill; ۲۷ نوامبر ۱۹۴۶ – ۲۵ مارس ۲۰۱۵) بازیکن فوتبال اهل بریتانیا بود.
از باشگاه‌هایی که در آن بازی کرده‌است می‌توان به باشگاه فوتبال هال سیتی، باشگاه فوتبال هادرزفیلد تاون، و باشگاه فوتبال آرسنال اشاره کرد.